# Amalie Haehnel
Amalie Haehnel   (Viena, 1807 - 2 de maig de 1849), també Amalie Hähnel, va ser una cantant d'òpera (contralt, mezzosoprano) i professora de veu austríaca.

## Biografia
Haehnel va rebre la seva formació musical d'Antonio Salieri i Giuseppe Ciccimarra i va aparèixer per primera vegada davant el públic com a cantant de concert. Fins i tot llavors, la seva veu tenia un rang de més de dues octaves, des de Do sostingut fins a Fa sostingut de dos cops, i el seu debut va causar sensació. La carrera teatral de Haehnel va començar amb la seva interpretació de Rosine a Il barbiere di Siviglia al Theater am Kärntnertor.
Posteriorment va acceptar compromisos en diversos teatres austríacs i finalment va seguir una trucada al Königsstädtisches Theatre de Berlín el 1832. Allà va treballar amb gran èxit i aviat es va convertir en l'estimada del públic. El 1841 va ser nomenada membre de la Kingliche Bühne i va rebre el títol de Kammersängerin pels seus èxits. El 1845 es va incorporar al teatre de la cort i va treballar com a formadora vocal.